# Natalie Horler
Natalie Horler (rojena kot Natalie Christine Raffelberg), nemška pevka, * 23. september 1981, Bonn
Natalie Horler je nemška pevka angleškega rodu. Mednarodna zvezda je postala s skupino Cascada, ki še vedno deluje in je v tej skupini tudi glavna vokalistka, z njimi je prodala več ko 30 milijonov plošč po vsem svetu.

### Življenje
Natalie se je leta 1980 preselila s svojimi starši v Nemčijo, natačneje v Bonn. Natalie in njena sestra sta odraščali v Küdinghovenu, kjer njeni starši živijo še danes. Njen oče, David Horler je jazz glasbenik, njena mama Christine pa je učiteljica angleškega jezika. Ko je bila Natalie še otrok je veliko dni preživela v studiu zraven svojega očeta. Ko je dopolnila 17let, je Natalie začela delati zraven različnih DJ-jev. V letu 2002 je sodelovala pri ustanovitvi euro-dance skupine Cascada. V zgodnjih letih je s skupino Cascada pela v majhnih klubih. 
Natalie samo ne poje, temveč tudi pleše s svojimi tremi plesalci. Trenirala je tudi ples kot so: pipe ples , jazz ples , hip hop in uličnem plesu. Leta 2008 se je s svojim očetom udeležila koncerta WDR Big Band Cologne kot pevka.
11. maja 2011 se je Natalie Horler poročila in tako postala Natalie Raffelberg.

### Uspeh s skupino Cascada
Natalie v skupini Cascada, ki ju še sestavljata DJ Manian in Yanou, so leta 2005 osvojili prvi preboj s pesmijo "Every Time We Touch", kjer je pesem pristala na top 10 lestvici v ZDA, kjer so prodali skoraj 2 milijona kopij. Po uspehu v ZDA se je pesem še razmnožila v Evropi, Aziji in Avstraliji, kjer je prav tako osvojila najvišja mesta na lestvicah. 
V novembru leta 2010 je bila na vokalni operaciji. Do začetka leta 2011 so bili vsi njeni koncerti ukinjeni zaradi operacije.
Leta 2013 je nastopila na Pesmi Evrovizije s pesmijo "Glorious", ki je pristala na 21. mestu.
Leta 2014 je izdala novo pesem "Blink", ki je priredba ne tako znane pesme iz ZDA, vendar je Cascada tudi uspela s to pesmijo in se v ZDA uvrstila na top 10 lestvici, prodala je več ko 1 milijon kopij te pesmi v 2 mesecih. Cascada je tudi zmagala za najbolje prodajano pesem v mesecu juniju.
1. ↑  Person Profile // Internet Movie Database — 1990.
2. ↑  Discogs — 2000.